# 蒂利特冰川
83°51′S 166°0′E / 83.850°S 166.000°E
蒂利特冰川是南極洲的冰川，位於沙克爾頓海岸，流經亞歷山德拉皇后山脈的帕戈達峰，最終在費爾柴德峰以北注入倫諾克斯金冰川。